# Giro do Vale de Aosta
O Giro do Vale de Aosta (oficialmente: Giro della Vale d'Aosta Mont Blanc) é uma corrida por etapas, registada em Itália, que tem lugar na região do Vale de Aosta; além de em os departamentos franceses de Saboia e de Alta Saboia, e no cantão suíço de Valais.
Começou-se a disputar em 1962 como corrida completamente amador até à criação dos Circuitos Continentais UCI em 2005 que faz parte do UCI Europe Tour, dentro da categoria 2.2 (última categoria do profissionalismo). Em 2012 passou a categoria 2.2U (também última categoria do profissionalismo mas limitada a corredores sub-23) mudando também a sua data tradicional de finais de agosto ou princípios de setembro pelos meados de julho.

## Palmarés
Em amarelo: edição amador.
| Ano       | Ganhador             | Segundo              | Terceiro                    |
| --------- | -------------------- | -------------------- | --------------------------- |
| 1962      | Gilberto Vendemmiati | Marcello Mugnaini    | Italo Zilioli               |
| 1963      | Gianni Motta         | Luciano Galbo        | Adriano Passuello           |
| 1964      | Adriano Passuello    | Franco Bodrero       | Franco Parrini              |
| 1965-1966 | Não se disputaram    | Não se disputaram    | Não se disputaram           |
| 1967      | Arturo Pecchielan    | Antonio Fradusco     | Leopoldo Cattelan           |
| 1968      | Pierfranco Vianelli  | Roberto Sorlini      | Ottavio Crepaldi            |
| 1969      | Vittorio Urbani      | Giuseppe Mereghetti  | Franco Famà                 |
| 1970      | Franco Baroni        | Antonio Tavola       | Renato Martinazzo           |
| 1971      | Mario Corti          | Germano Zangrandi    | Franco Balduzzi             |
| 1972      | Efrem Dall'Anese     | Alberto Bogo         | Giovan Battista Baronchelli |
| 1973      | Gabriele Mirri       | Alfredo Chinetti     | Leonardo Mazzantini         |
| 1974      | Giuseppe Rodella     | Pasquale Pugliese    | Fausto Stiz                 |
| 1975      | Leone Pizzini        | Annunzio Colombo     | Alfio Vandi                 |
| 1976      | Francesco Masi       | Leonardo Mazzantini  | Giovanni Fedrigo            |
| 1977      | Ennio Vanotti        | Giuseppe Fatato      | Silvano Contini             |
| 1978      | Claudio Gosetto      | Giovanni Fedrigo     | Giovanni Testolin           |
| 1979      | Alessandro Paganesi  | Alberto Minetti      | Giuseppe Faraca             |
| 1980      | Fabrizio Verza       | Giovanni Fedrigo     | Giovanni Testolin           |
| 1981      | Maurizio Viotto      | Franco Chioccioli    | Paul Haghedooren            |
| 1982      | Stefano Tomasini     | Mario Bonzi          | Luc Wallays                 |
| 1983      | Luc Wallays          | Alberto Volpi        | Fabrizio Vannucci           |
| 1984      | Flavio Giupponi      | Jørgen Vagn Pedersen | Claudio Chiappucci          |
| 1985      | Stefan Brykt         | Kjell Nilsson        | Bruno Bulic                 |
| 1986      | Marco Lanteri        | Stefano Tomasini     | Marco Votolo                |
| 1987      | Fabrice Philipot     | Gianluca Tonetti     | Marco Lanteri               |
| 1988      | Enrico Zaina         | Gianluca Tonetti     | Herbert Niederberger        |
| 1989      | Ivan Gotti           | Daniel Lanz          | Stefano Cattai              |
| 1990      | Ivan Gotti           | Fabrizio Settembrini | Wladimir Belli              |
| 1991      | Wladimir Belli       | Jacques Dufour       | Andrea Noè                  |
| 1992      | Gilberto Simoni      | Leonardo Piepoli     | Vincenzo Galati             |
| 1993      | Roberto Menegotto    | Rosario Fina         | Gilberto Simoni             |
| 1994      | Roberto Pistore      | Dario Frigo          | Riccardo Faverio            |
| 1995      | Valentino Fois       | Stefano Faustini     | Marco Della Vedova          |
| 1996      | Claudio Vandelli     | Mauro Zanetti        | Gianluca Tonetti            |
| 1997      | Devis Miorin         | Stefano Panetta      | Angelo Lopeboselli          |
| 1998      | Igor Pugaci          | Leonardo Giordani    | Paolo Tiralongo             |
| 1999      | Milan Kadlec         | Paolo Tiralongo      | Ramon Bianchi               |
| 2000      | Yaroslav Popovych    | Damiano Giannini     | Sylvester Szmyd             |
| 2001      | Yaroslav Popovych    | Damiano Cunego       | Maxim Smirnov               |
| 2002      | Marco Marzano        | Massimo Iannetti     | Oliver Zaugg                |
| 2003      | Marco Marzano        | Emanuele Sella       | Oliver Zaugg                |
| 2004      | Tomaz Nose           | Domenico Pozzovivo   | Morris Possoni              |
| 2005      | Morris Possoni       | Luigi Sestili        | Cristiano Salerno           |
| 2006      | Alessandro Bisolti   | Daniel Martin        | Tom Criel                   |
| 2007      | Alex Cano            | Vincenzo Iannello    | Mauro Finetto               |
| 2008      | Michele Gaia         | Enrico Zen           | Anatoliy Pakhtusov          |
| 2009      | Thibaut Pinot        | Angelo Pagani        | Egor Silin                  |
| 2010      | Petr Ignatenko       | Jonathan Monsalve    | Francesco Bongiorno         |
| 2011      | Fabio Aru            | Joe Dombrowski       | Nikita Novikov              |
| 2012      | Fabio Aru            | Sergei Chernetski    | Andrea Manfredi             |
| 2013      | Davide Villella      | Davide Formolo       | Clément Chevrier            |
| 2014      | Bernardo Suaza       | Odd Christian Eiking | Manuel Senni                |
| 2015      | Robert Power         | Laurens De Plus      | Simone Petilli              |
| 2016      | Kilian Frankiny      | Enric Mas            | Mark Padun                  |
| 2017      | Pavel Sivakov        | Bjorg Lambrecht      | Michael Storer              |
| 2018      | Vadim Pronskiy       | Kevin Inkelaar       | Jonas Gregaard              |
| 2019      | Mauri Vansevenant    | Adam Hartley         | Kevin Inkelaar              |

## Palmarés por países
| País        | Vitórias |
| ----------- | -------- |
| Itália      | 38       |
| Colômbia    | 2        |
| França      | 2        |
| Ucrânia     | 2        |
| Rússia      | 2        |
| Bélgica     | 2        |
| Suécia      | 1        |
| Roménia     | 1        |
| Chéquia     | 1        |
| Eslovênia   | 1        |
| Austrália   | 1        |
| Suíça       | 1        |
| Cazaquistão | 1        |